# Vier-Nationen-Turnier 11/2019

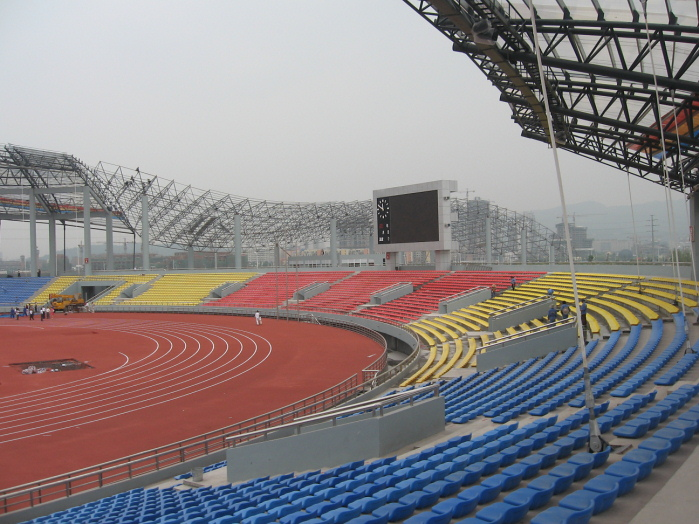
Chongqing Yongchuan Sports Center

Das Vier-Nationen-Turnier November 2019 für Frauenfußballnationalteams fand zwischen dem 7. und 10. November 2019 in der chinesischen Stadt Yongchuan im Chongqing Yongchuan Sports Center Stadium statt. Es ist das dritte derartige Turnier des Jahres in China und von diesen das Bestbesetzte. Bestplatzierte teilnehmende Mannschaft der FIFA-Weltrangliste war Kanada (7.), das das Vier-Nationen-Turnier 2015 gewann. Weitere Teilnehmer neben den Gastgeberinnen (16.), die das Turnier gewannen, waren Brasilien (Sieger des Vier-Nationen-Turniers Oktober 2017, 11. der FIFA-Weltrangliste) und Neuseeland (23.). Wie im Januar und April wurde das Turnier mit Halbfinalspielen sowie Finale der Halbfinalsieger und Spiel um Platz 3 der Halbfinalverlierer ausgetragen. 

## Spielergebnisse

### Halbfinale
|                  |   |            |           |
| 7. November 2019 |   |            |           |
| Brasilien        | – | Kanada     | 4:0 (3:0) |
| 7. November 2019 |   |            |           |
| China            | – | Neuseeland | 2:0 (0:0) |

### Spiel um Platz 3
|                   |   |            |           |
| 10. November 2019 |   |            |           |
| Kanada            | – | Neuseeland | 3:0 (1:0) |

### Finale
|                   |   |       |                    |
| 10. November 2019 |   |       |                    |
| Brasilien         | – | China | 0:0, 2:4 i. E.0000 |

## Schiedsrichterinnen
Hauptschiedsrichterinnen (Auswahl):
- Law Bik Chi
- Kim Yu-Jeong

Schiedsrichterassistentinnen (Auswahl):
- Kim Kyoung-min
- Park Mi-suk

## Torschützinnen
1. Beatriz (BRA), Janine Beckie (CAN) Wang Shuang (CHN) – je 2 Tore
2. Chú Santos, Formiga (BRA), Christine Sinclair (CAN) – je 1 Tor